# レオ・サックス
レオ・サックス（Leo Sachs、1924年10月14日 - 2013年12月12日）は、ドイツ出身のイスラエルの分子生物学者で、癌の研究家である。

## 人物
ライプツィヒ生まれ。1933年、ナチスの迫害を恐れ、家族とともにイギリスに移住。1952年にイスラエルに移住した。同年バンガー大学卒業。ワイツマン科学研究所で働き、遺伝学部門を設立した。1995年全米科学アカデミー外国人会員、1997年王立協会フェロー選出。

## 受賞など
- 1972年 - イスラエル賞[1]
- 1977年 - ロスチャイルド賞
- 1980年 - ウルフ賞医学部門[2]（イスラエル人として初のウルフ賞）
- 1996年 - ウォーレン・アルパート財団賞